# 메르세데스-벤츠 GL
메르세데스-벤츠 GLS (이전 메르세데스-벤츠 GL)는 2006년부터 메르세데스-벤츠가 생산하는 대형 SUV이다.

## 1 세대 (X164; 2006년~2012년)

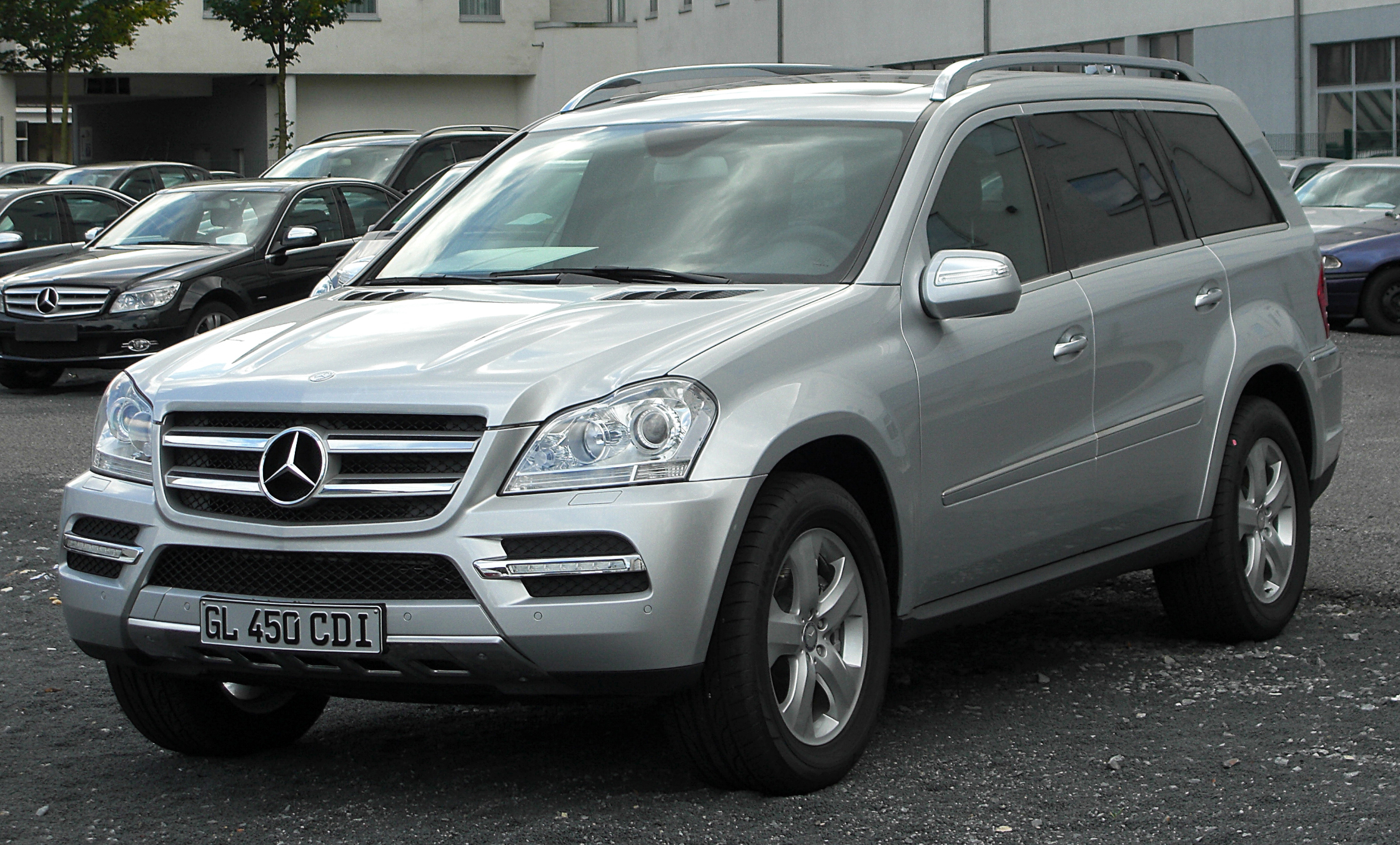
X164 GL

2006년에 디트로이트 모터쇼에서 공개되었다. 덩치가 큰 SUV를 좋아하는 미국 시장을 위해 개발되었으나, 유럽에서도 판매되었다. 엔진은 V8 가솔린 엔진과 터보 차저 V6 및 V8 디젤 엔진을 사용하였다. 모든 모델은 사륜구동 (4MATIC) 으로만 제공되었다. 2009년에 페이스리프트를 거쳤다.
한국에서는 수입되지 않아서 병행 수입으로 들여온 차량들이 있다.

## 2 세대 (X166; 2012년~2019년)

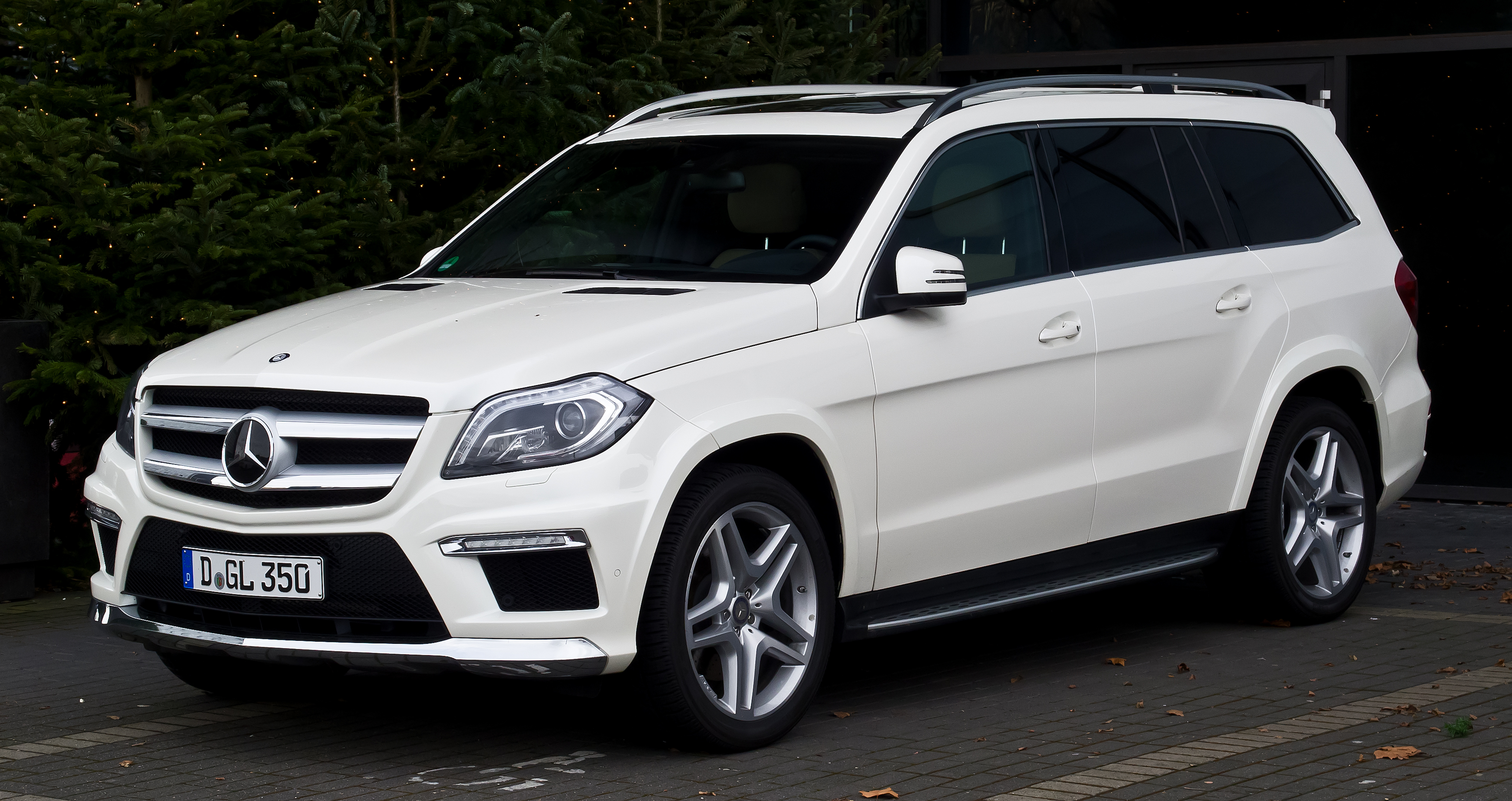
X166 GL

2012년 9월부터 판매가 시작되었다. 엔진 시동 정지 시스템, 와이어 스티어링, 새로운 터보 차저 가솔린 및 디젤 엔진을 통해 효율성이 향상되었다. 수작업으로 제작 된 8기통 M157 엔진이 장착된 고성능 GL63 AMG 모델도 판매했다. 2016년에 부분변경을 하여 새로운 메르세데스-벤츠의 새로운 작명법에 따라 메르세데스-벤츠 GLS로 이름이 변경되었다.

## 3 세대 (X167; 2020년~현재)

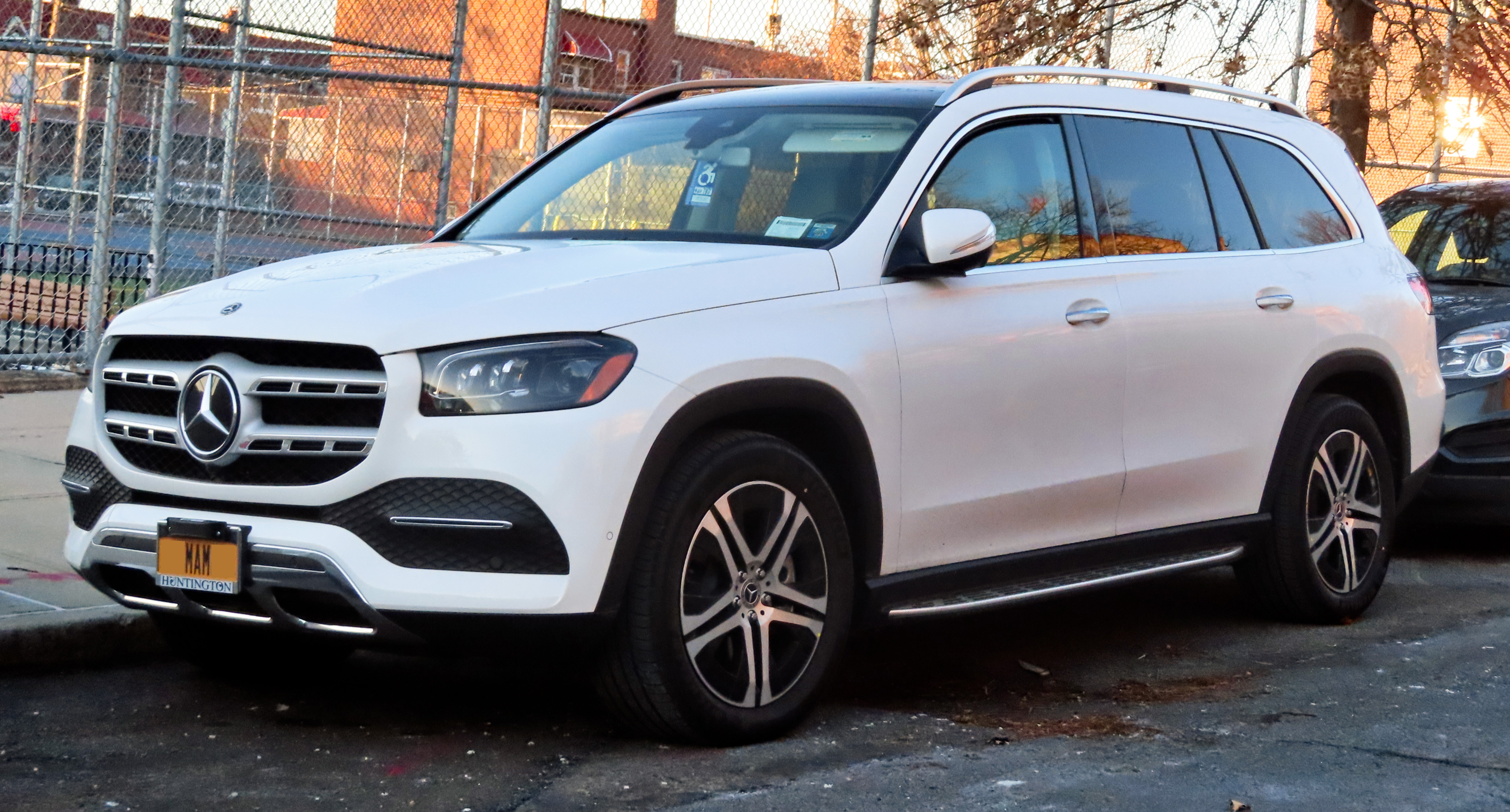
X167 GLS

2019 뉴욕 국제 오토쇼에서 데뷔하였다. 출시 당시 엔진 옵션은 3.0리터 터보 인라인 6기통(GLS 450 4MATIC)과 4.0리터 트윈 터보 V8(GLS 580 4MATIC)이며, 둘 다 EQ 부스트 전기 모터가 장착된 가솔린과 2.9리터 트윈터보 디젤 인라인 6기통이다.메르세데스-마이바흐의 첫 SUV 버전인 메르세데스-마이바흐 GLS 600 4MATIC 모델은 2019년 말에 출시되었다.
축간거리는 2.3인치 더 길고 거의 1인치 더 넓다. MBUX 및 듀얼 12.3인치 화면은 물론 E-액티브 바디 컨트롤 및 car-to-X 통신이 포함된 최신 GLE와 동일한 아키텍처를 사용한다. 외관도 날렵해진 헤드램프와 테일램프로 재설계됐다.

## 생산량
| 연도   | 유럽  | 미국   |
| ------ | ----- | ------ |
| 2006년 | 3,007 | 18,776 |
| 2007년 | 8,027 | 26,396 |
| 2008년 | 4,227 | 23,328 |
| 2009년 | 2,871 | 15,012 |
| 2010년 | 2,249 | 19,943 |
| 2011년 | 2,508 | 25,139 |
| 2012년 | 1,573 | 26,042 |
| 2013년 | 4,829 | 29,912 |
| 2014년 | 4,187 | 26,597 |
| 2015년 | 3,753 | 27,707 |
| 2016년 | 5,361 | 30,442 |
| 2017년 | 4,537 | 32,248 |
| 2018년 | 3,534 | 21,973 |
| 2019년 | 2,386 | 22,223 |
| 2020년 | 4,795 | 16,928 |
| 2021년 | 4,110 | 24,482 |